# Раде Обреновић
Раде Обреновић (Београд, 24. август 1942 – Нови Сад, 23. јануар 1995) био је српски књижевник и новинар.

## Биографија
Раде Обреновић је од 1945. године живео у Новом Саду, где је провео детињство, школовао се, студирао права и југословенску књижевност. Радио је као коректор, потом као новинар, те уредник бројних листова и часописа. Писао је углавном књижевност за децу. Био је дугогодишњи директор Међународног центра књижевности за децу Змајеве дечје игре.
У његову част, Змајеве дечје игре од 1996. додељују Награду „Раде Обреновић”.

## Дела

### Поезија
- Поход понору (1972)
- Пси се већ радосно облизују (1973)
- Тата, звони телефон (1973)
- Возови одлазе, ми машемо иза црвене куће (1974)
- Из породичне свеске (1980)
- Солитер је дрво (1984)
- Не блените у мене (1989)
- Ливада на бетону (1989)

### Роман
- Ми смо смешна породица (1977, телевизијска серија 1979)
- Тата викенд и мама викендица (1983)
- Родитељи на навијање (1986)

### Приче
- Последње лето детињства (1977)